# فرودگاه شهری کاناب
فرودگاه شهری کاناب (به انگلیسی: Kanab Municipal Airport) یک فرودگاه همگانی بهره‌برداری هوایی با کد یاتا KNB است که یک باند فرود آسفالت دارد و طول باند آن ۱۸۸۸ متر است. این فرودگاه در کشور ایالات متحده آمریکا قرار دارد و در ارتفاع ۱۴۸۴ متری از سطح دریا واقع شده است.